# سويد بنك
سويد بنك  هي مجموعة مصرفية من بلدان الشمال الأوروبي ودول البلطيق ومقرها ستوكهولم، السويد، تقدم الخدمات المصرفية للأفراد وإدارة الأصول والخدمات المالية وغيرها من الخدمات. في عام 2019، كان لدى سويدبنك 900,000 عميل خاص و130،000 عميل وحصة سوقية تبلغ 60٪ من مدفوعات إستونيا.